# ماموجو
ماموجو (بالإندونيسية: Mamuju) هي إحدى مدن إندونيسيا. تقع في جنوب جزيرة سولاوسي. المدينة ضمن إقليم سولاوسي الغربية وكانت سابقا ضمن سولاوسي الجنوبية
يبلغ عدد سكانها حوالي 15 الف نسمة.